# Christine Rosholt
Christine Rosholt (* 3. Januar 1965 in Minneapolis, Minnesota; † 27. Dezember 2011 ebenda) war eine US-amerikanische Jazzsängerin.

## Leben
Rosholt, geboren 1965, graduierte an der Minneapolis Children’s Theater Company & School und erwarb den Bachelor in Performance Art und Fotografie am Art Institute of Chicago. Sie trat zunächst in Theatern als Schauspielerin und Sängerin auf. Anfang der 2000er Jahre begann sie als Jazzvokalistin in Clubs ihrer Heimatstadt aufzutreten, u. a. als Bandsängerin der Beasley’s Big Band. Sie verarbeitete in ihrem Gesang Einflüsse von Anita O’Day, Ella Fitzgerald, Billie Holiday, Blossom Dearie und Frank Sinatra. 2008 legte sie ihr Debütalbum Detour Ahead bei Lipstick Records vor. 2009 folgte das Livealbum Live at the Dakota Jazz Club. Kurz vor ihrem plötzlichen Tod Ende Dezember 2011 stellte sie noch ihr letztes Album Pazz fertig, das mit dem britischen Songwriter Kevin Hall entstanden war.

## Rezeption
Scott Yanow würdigte ihren Gesang als „a subtle but powerful voice, one that sneaks up on the listener and makes a surprisingly strong impression.“